# Edmond Laguerre
Pour les articles homonymes, voir Laguerre.
Edmond Nicolas Laguerre, né le 9 avril 1834 à Bar-le-Duc où il est mort le 14 août 1886, est un mathématicien français, connu surtout pour l'introduction des polynômes qui portent son nom.

## Biographie
Il fait ses études à l'École polytechnique (Promotion X1853). Il effectue une carrière militaire de 1854 à 1864 comme officier d'artillerie. Il devient ensuite tuteur à l'École polytechnique.
Grâce au soutien de Joseph Bertrand, il obtient la chaire de physique mathématique au Collège de France en 1883 et il est élu membre de l'Académie des sciences en 1885. 
Il a publié dans les meilleures revues de son temps plus de 140 articles sur différents aspects de la géométrie et de l'algèbre et du calcul intégral. Ses œuvres complètes ont été publiées en deux volumes en 1898 et 1905 par les soins de Charles Hermite, Henri Poincaré et Eugène Rouché.

## Publications

### Publications en ligne

#### Sur Numdam.org
Il y a au-delà de 80 titres sur numdam.org.

#### SurGoogle Livres
- Notes sur la résolution des équations numériques, Paris, 1880
- Théorie des équations numériques, Paris, 1884
- Recherches sur la géométrie de direction — Méthodes de transformation : anticaustiques, Paris, 1885

## Chant d'étudiants
Les étudiants en médecine, math sup et math spé ont rendu hommage à M. Laguerre, par ce chant plein d'humour (voir  
Anthologie hospitalière page 355)
LA MERDE DANS L’ POT.
Un vieux Taupin, qui passait chez Laguerre,

Interrogé sur les déterminants,

Lui répondit, d’une voix mâle et fière,

En lui citant c' théorème épatant :

Refrain :

Tant qu’y aura d' la merde dans l' pot,

Ça puera dans la chambre ;

Tant qu’y aura d' la merde dans l' pot,

Ça puera les goguenots !

Cré nom de nom, lui répondit Laguerre,

Vous m' faites l'effet d’un Taupin épatant ;

Car c' théorème, que je n’attendais guère,

Ne paraît pas dépourvu de bon sens." 